# Bubo lacteus
El búho lechoso o búho de Verreaux (Ketupa lactea, sin. Bubo lacteus) es una especie de búho perteneciente a la familia Strigidae que vive en el África subsahariana y la mayor especie de búho de África.

## Taxonomía
Se han realizado estudios para intentar encontrar relaciones genéticas entre el búho lechoso y las otras especies dentro del género Bubo. Estas investigaciones no reflejaron ningún resultado claro, pero parece ser que los búhos vivos con un parentesco más cercano a esta especie son el búho de Nepal (Bubo nipalensis), el búho malayo (Bubo sumatranus) y el búho pescador de Ceilán (Ketupa zeylonensis). Los búhos fósiles del Plioceno, con claras similitudes basadas en características osteólogicas al moderno búho lechoso, indican que el búho lechoso descendió de ancestros ligeramente más pequeños que aumentaron en tamaño a medida que se diversificaron de especies relacionadas.
No hay subespecies reconocidas del búho lechoso debido a que las variaciones en la especie son mínimas a pesar de su amplísima área de distribución. Según parece, las aves en la parte sur del área de distribución son un poco más grandes que la media, pero estas diferencias de tamaño son bastante sutiles.

## Descripción
El búho lechoso es la especie de búho más grande de África. Se trata de un animal grande y poderoso que ocupa el cuarto lugar como búho más pesado (tras el búho manchú, el Búho real y el Búho pescador leonado); además del cuarto lugar como búho de mayor longitud (tras el Cárabo lapon, el Búho manchú y el Búho real).
Tiene una longitud total de 58 a 66 cm. La envergadura de las alas puedes ser de entre 140 y 164 cm. Las hembras son casi siempre más grandes que los machos, destacando el búho lechoso por ser una de las especies de búho con mayor dimorfismo sexual pues la hembra puede llegar a tener un 35% de peso más que el macho. Los machos pueden pensar entre 1,6 y 2 kg mientras que las hembras llegan a pesar entre 2,5 y 3,1 kg. 
En general, el búho lechoso presenta un colorido gris pálido bastante uniforme con vermiculaciones finas (rayas onduladas) de color marrón claro en la parte inferior. La espalda es de un color marrón con algunas manchas blancas en el hombro. El disco facial es más pálido que el resto del cuerpo y esta enmarcado con unos bordes negros a cada lado. Una característica que ayuda a identifica al búho lechoso inmediatamente son sus párpados rosados. Se desconoce el propósito ecológico de estos coloridos párpados. Algunos autores han sugerido que pueden ser para reemplazar la carencia de los llamativos ojos amarillos o anaranjados, que tienen otras especies, y que tiene un papel importante para lucirse en el apareamiento. Sus ojos son de color marrón oscuro y tiene dos penachos de plumas, que se asemejan a orejas, encima de la cabeza. Estos penachos son más discretos en esta especie y serán difíciles de distinguir si los mantiene laxos.

## Distribución y hábitat
El búho lechoso se encuentra en la mayor parte del África subsahariana, aunque está ausente en las selvas tropicales profundas. La especie se encuentra en mayores densidades en África oriental y meridional. Existen poblaciones aisladas en Nigeria, en Mali y en la costa sur de Sudáfrica. 
Esta especie habita principalmente sabanas con árboles dispersos y vegetación espinosa. Los búhos lechosos viven en regiones más bien secas, algunas bordean áreas áridas como el semidesierto. También abarcan bosques ribereños adyacentes a la sabana y pequeños bosques semiabiertos rodeados de campo abierto, aunque es menos probable que habiten hábitats muy boscosos. En el sur de África se encuentran con no poca frecuencia alrededor de las llanuras de inundación y las marismas que pueden proporcionar lugares de anidación adecuados. Puede vivir hasta 3.000 m de altura, sin embargo, solo habitan esporádicamente áreas rocosas y, por lo tanto, son muy escasos en las regiones montañosas. Históricamente, la especie estuvo ausente en el desierto de Kalahari pero la introducción por el hombre de árboles como coníferas, eucaliptos y acacias, áreas de riego y especies de presas estrechamente ligadas al hombre les ha permitido ocupar de manera irregular. esta región. 

## Comportamiento
Los búhos lechosos son aves nocturnas que se posan durante el día en los árboles, prefiriéndo las grandes ramas horizontales sombreadas de los árboles altos y viejos (generalmente acacias). A pesar de que prefiere un follaje denso para descansar; a veces, al terminar una noche de caza puede posarse en algún lugar más expuesto en su área de caza. Tienen un sueño bastante ligero y se despertarán muy rápido para defenderse de ataques durante el día. Los grupos familiares que consisten en parejas reproductoras y sus descendientes, que pueden incluir búhos de hasta tres años antes, lo que es excepcional para cualquier tipo de especie de búho. Durante los días extremadamente calurosos, esta especie puede beber y darse baños en aguas poco profundas, pero generalmente bebe durante la noche. Cada pareja reproductora del búho lechoso defiende un territorio y estos pueden ser extremadamente grandes, con un tamaño de hasta 7,000 ha. 

### Alimento
Este búho es un depredador que se encuentra en la parte superior de la cadena alimentaria o cerca de él, y los adultos sanos normalmente no tienen depredadores naturales. Muchos aspectos de su comportamiento de caza entran dentro de los típicos de los miembros del género Bubo. Esta especie caza predominantemente al anochecer. Los búhos lechosos cazan principalmente lanzándose sobre su presa desde una percha donde se encuentra posado. Sin embargo, también se sabe que pueden cazar durante el vuelo insectos, pájaros o murciélagos. En ocasiones, cazan volando a baja altura sobre un arbusto para atrapar a sus presas por sorpresa o vuelan a través del denso follaje o a través de los bosques para atrapar un galago u otra presa arbórea. A veces también vadean en aguas poco profundas para atrapar peces. 
Se trata de una especie oportunista que cazará cualquier animal que pueda atrapar entre sus garras, aunque se sabe que la mayor parte de su dieta consiste en mamíferos. El búho lechoso está especializado en la caza de erizos, siendo la única especie en África que caza a estos animales de forma habitual. En general, la dieta de este búho es muy variada y se sabe que prefiere cazar piezas grandes que le aporten mayor alimento en una sola captura, que realizar muchas capturas de animales pequeños. Además de los erizos, entre los mamíferos que caza se encuentran: ratas-topo, roedores, ardillas, liebres, crías de monos, murciélagos, musarañas, damanes y mangostas. También caza cualquier tipo de ave, reptiles, anfibios, peces, insectos y otros artrópodos. Al ser una animal de hábitos nocturnos sus presas serán también en su mayoría aquellas especies que son más activas por la noche.

### Reproducción
El período de reproducción se sitúa entre febrero y septiembre. Se cree que la época de cría está relacionada con la llegada de la estación seca por lo que irá variando según la zona de su amplio rango. Es una especie monógama que probablemente se apareen de por vida. Realizará un cortejo para encontrar pareja o para reforzar los lazos con la pareja existente antes de la cópula. Durante el cortejo se inclinarán el uno ante el otro, abrirán sus alas y se arreglarán las plumas entre ellos, tomando el macho una parte más activa en el ritual. Son aves territoriales que defenderán sus dominios que puede llegar hasta las 7000 ha. Es raro que esta especie construya sus propios nidos, normalmente, reutiliza los nidos construidos por aves de otras especies. En general, estos nidos ya se encuentran abandonados cuando el búho lechoso los reclama pero, a veces, están ocupados y el búho procederá a echar a sus ocupantes que incluso pueden convertirse en su presa. 
De media la hembra pondrá dos huevos, con un intervalo de hasta una semana entre ellos, siendo mayor el primero que el segundo. La incubación, realizada por la hembra, durará hasta 40 días, siendo uno de los mayores periodos de incubación entre las especies del género Bubo. Durante la incubación y 20 días después de la eclosión la hembra permanece en el nido y el macho es quien le proporciona el alimento. Ambos padres defenderán ferozmente al nido y sus ocupantes de cualquier intruso que se acerque demasiado. Los polluelos crecen exponencialmente en sus 5 primeros días. El polluelo del primer huevo, al nacer primero, siempre será de mayor tamaño que el segundo y es habitual que este segundo polluelo termine muriendo (el polluelo primogénito acapara más comida e incluso puede llegar a atacar y matar a su hermano). Las crías nacen cubiertas de un plumón blanquecino y los párpados rosados son ya visibles a la semana de vida. 
A los dos meses de vida las crías empiezan a explorar los alrededores del nido y necesitarán entre dos semanas y un mes más para empezar a volar moderadamente. Durante este periodo son muy vulnerables y serán objeto de acoso por otras aves que generalmente son presas habituales de esta especie. Para defenderse los polluelos suelen esconderse entre el ramaje de los árboles, e incluso, si consiguen tirarlos al suelo se harán los muertos hasta que el peligro haya pasado. A los 5 meses ya son capaces de cazar y alimentarse por sí mismos, aunque muchos de ellos permanecen con sus padres hasta varios años después, formando pequeños grupos familiares y ayudando en la crianza de las crías de nidadas posteriores.
La madurez sexual se alcanza entre los 3 y 4 años. Los búhos lechosos suelen reproducirse anualmente pero si el alimento es escaso puede que pasen algunos años sin hacerlo.  La esperanza de vida de esta especie en libertad es desconocida pero los especímenes en cautiverio alcanzan los 15 años, incluso hay algunos casos que han llegado a los 30.

## Conservación
El búho lechoso es una especie rara de observar que se encuentra en bajas densidades y que necesita amplios territorios para vivir. Los peligros a los que se enfrenta suelen ser compartidos por la mayoría de las aves rapaces. A veces, son perseguidos por cazar animales domésticos aunque esto no suele ser habitual y será un síntoma de que la caza de animales salvajes escasea. También puede ser envenenados por pesticidas y raticidas que ingieren a través de sus presas. La destrucción de su hábitat también les afecta, pues requiere árboles grandes donde anidar, aunque muestra mayor adaptabilidad a la expansión humana que otras especies. A pesar de que en algunas zonas de su rango escasee, a nivel especie sigue siendo un animal común con una población estable por lo que es catalogada por la UICN como especie de preocupación menor.